# Nuevo Baztán
Nuevo Baztán è un comune spagnolo di 5 015 abitanti situato nella comunità autonoma di Madrid, fondata nel XVIII secolo dal marchese di Goyeneche.